# Casa al canal d'Urgell (Mollerussa)
La Casa al canal d'Urgell, coneguda popularment com a Casa Canal, és un monument del municipi de Mollerussa (Pla d'Urgell) inclòs en l'Inventari del Patrimoni Arquitectònic de Catalunya. És la seu de la Comunitat General de Regants dels Canals d'Urgell i acull també l'Espai Cultural del Canal d'Urgell.

## Història
En el seus orígens, la Casa Canal va ser projectada el 1867 i inaugurada el 1868 com a magatzems de productes agrícoles de la societat concessionària del Canal d'Urgell anomenada "Sociedad Anónima Canal de Urgel", que en un principi, durant la construcció dels canals entre 1853 i 1862, tingué les seves oficines situades a Tàrrega.
Iniciada l'explotació del canal, ben aviat es va veure la necessitat de disposar de magatzems per dipositar els productes agrícoles, principalment cereals, oli, ametlles i vi, que configuraven la renda anomenada del "novè" -una novena part de la collita- que els pagesos que regaven havien d'aportar anualment a la societat. I tot i que de magatzems per a recollir el novè se'n van situar per tota la zona regable; a Agramunt, Bellvís, les Borges Blanques, el Castell del Remei (Penelles), Ivars d'Urgell, Juneda i Torregrossa, donada la posició geogràfica de Mollerussa dins la zona regable s'instal·laren els magatzems centrals donant origen al que posteriorment s'anomenaria la Casa Canal.
El 1876, les oficines d'explotació de la societat (perquè el domicili social el van tenir sempre a Barcelona) es van traslladar de Tàrrega a Mollerussa. Se situaven en principi en l'anomenada «casa forta», local que també va ser la seu de l'Ajuntament de Mollerussa, mentre s'adequaven unes noves oficines i habitatges en elevar de dues plantes les naus centrals dels magatzems, on s'hi traslladaren definitivament el mateix any 1876.
Dins el mateix recinte de la Casa Canal, s'anaren construint altres magatzems i instal·lacions: eres de batre, pallers i cups per emmagatzemar cereals, oli i vi. I el 1881 s'edificà una destil·leria que posteriorment s'arrendà al cos de la Guàrdia Civil com a caserna on hi van estar fins al 1975.
Entre 1910 i 1935 l'edifici visqué la seva "època daurada". La societat passava per la seva millor situació econòmica i això es traduí amb millores a l'edifici i el seu entorn: S'adossà a la façana sud una esplèndida porxada de dues plantes sostinguda per columnes de ferro colat i embigat d'acer reblonat flanquejada per dues semi-torres aixecades amb totxo. Al capdamunt de les torres se situaren sengles dipòsits d'aigua subministrats directament mitjançant una bomba d'èmbol impulsada per una roda hidràulica de pales col·locada vora el canal. Els dipòsits alimentaven sanitaris situats als nivells inferiors de les mateixes torres i fins i tot piques i rentamans a l'interior, essent la Casa Canal el primer edifici amb aigua corrent de tot Mollerussa. D'altra banda s'endreçà el recinte, fins aleshores dedicat únicament a tasques de magatzem agrícola, amb la construcció d'un esplèndid jardí amb estanys, pèrgola, massissos florals, horts i arbrat d'ombra. Jardins de gratíssim record dels mollerussencs de l'època que quedaren immortalitzats en una extensa col·lecció de fotografies actualment dipositada a l'Arxiu Comarcal del Pla d'Urgell.
El 1911, a l'altra banda de la tercera séquia principal, al costat de la Casa Canal la societat hi edificà una casa tipus xalet destinada al seu director d'explotació. Reformada definitivament el 1926 per l'aleshores seu director el Sr. Bartomeu Lluch i Farreny i ocupada finalment el 1942 pel darrer Cap d'explotació de la societat en Llorenç Vilaró i Teixidó, que l'hi donà definitivament el seu nom popular "Cal Vilaró". És un xalet d'estil noucentista, radicalment diferent al de la Casa Canal, que destacà en el seu moment per la seva elegància en ser uns dels edificis més bonics de Mollerussa, circumstància que ratificava la gran notorietat i categoria que finalment havia adquirit l'empresa.
El 1964, acabada la concessió del Canal d'Urgell i revertides les obres del canal a l'Estat, l'antic Sindicat General de Regants del Canal d'Urgell, que aleshores s'anomenava Junta Central de Regantes, passava a ser el nou concessionari. El Sindicat havia tingut també les seves oficines a Mollerussa -des del 1901 tenien el seu domicili a la casa amb el número 14 de la Plaça Major-, i al desembre d'aquell mateix any ocupaven de facto les oficines i magatzems de la Casa Canal traslladant-hi els seus directius i personal i absorbint els de la societat. Reaccionà aleshores la SA Canal de Urgel interposant denúncia per ocupació de la Casa Canal, immoble que no havia estat objecte de reversió, donat que tot i que l'edifici està situat vora mateix de la 3a. séquia principal no formava part pròpiament de la infraestructura hidràulica lligada a l'extinta concessió. Les autoritats resolgueren donar la raó a la SA i el Sindicat, que aleshores s'anomenava ja Comunitat General de Regants dels Canals d'Urgell, es veié obligada a negociar amb la SA Canal de Urgel per tal d'adquirir l'immoble que va ser comprat finalment el juliol de 1967.

## Descripció
L'Edifici presenta un cos central de planta quadrada de 20 per 20 metres, amb soterrani (originalment cups de cereals), planta baixa i dues plantes, coronades per dues construccions a mode de colomar. El casalot està perfectament orientat i te la façana Nord al límit amb la Carretera N-II. Les parets exteriors son murs de càrrega de pedra lligada amb morter de calç de 60 cms. de gruix i orificis emmarcats amb obra de ceràmica que recorden les antigues fàbriques tèxtils catalanes de finals del S. XIX.. l'Estructura interior es de pilastres de 60 per 60 cms. totxo massís que suporten els forjats amb embigat de fusta i revoltó de rajola. Aquesta estructura ha permès en els seus 140 any d'història compartimentar l'interior de formes diverses.
Adossats a banda i banda del cos central hi ha quatre magatzems de 20 per 10 metres, que formen dos cossos de 20 per 20 metres, amb teulades a dues vessants suportades per encavallades de fusta als magatzems de la banda est i de ferro reblonat als de la banda oest. Posteriorment es van construir adossats a la façana sud del cos central una galeria amb estructura de combinada de totxos i columnes de ferro colat i dues torres per a sostenir dipòsits d'aigua i les comunes (wc) de les oficines i habitatges situades al primer i segon pis. L'edifici sortia fora dels estils locals, on al segle xix hi predominava la construcció amb parets de tàpia donada l'escassetat de pedra a la zona, cosa que indica que la van haver de portar de lluny i, per tant, que era un edifici fet per gent força adinerada.
A la façana nord (cara a la carretera) hi ha penjades dues plaques commemoratives, una dedicada a qui fou durant 46 anys el president de la Societat del Canal, Ferran Puig i Gibert, i una altra dedicada a l'enginyer Domingo Cardenal i Gandasequi. Aquestes plaques s'acordà col·locar-les en una junta de la companyia de l'any 1901.

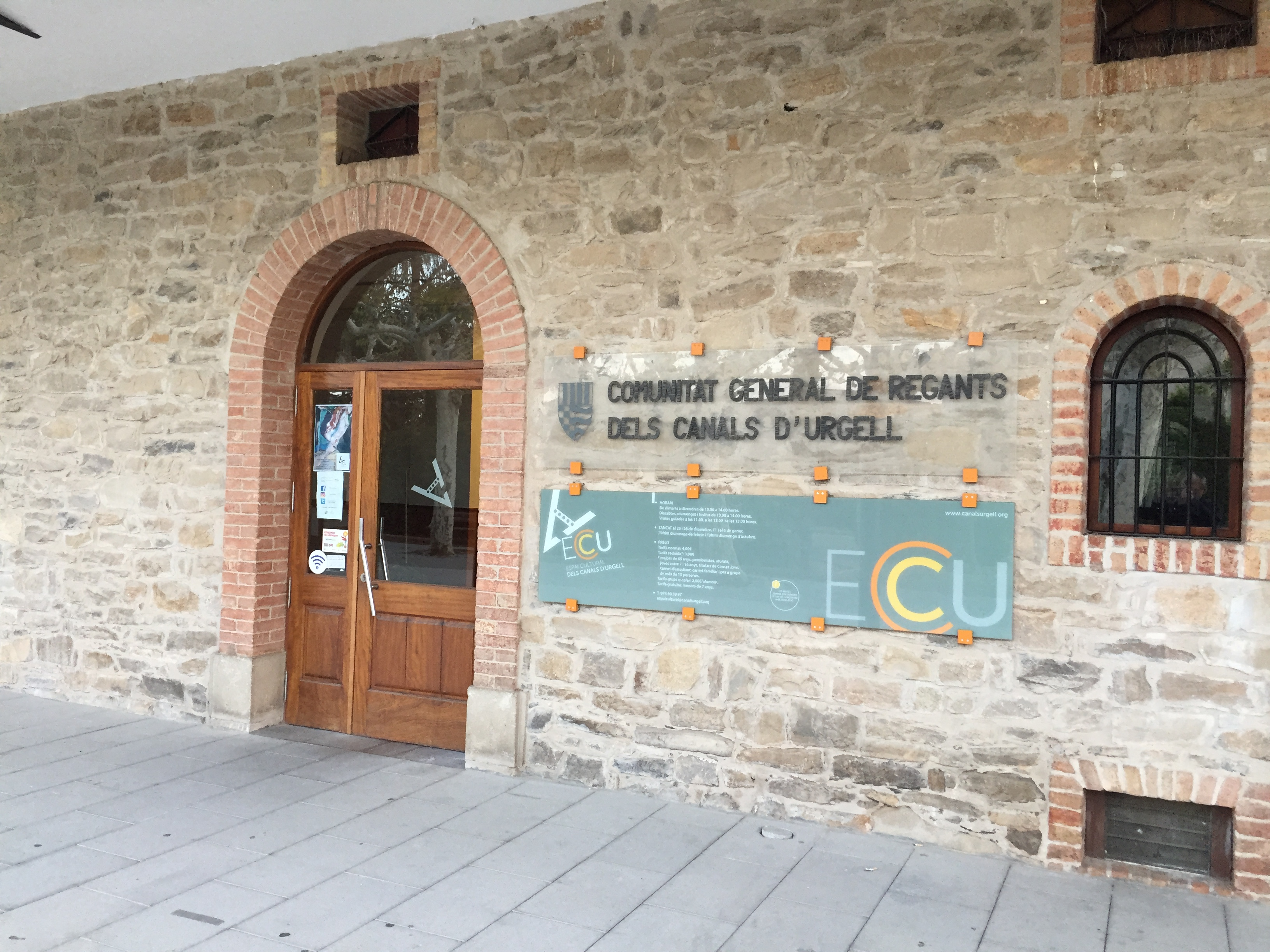
Porta d'accés a la seu de la Comunitat General i a l'Espai Cultural dels Canals d'Urgell

L'interior de l'edifici ha sofert reformes importants per adaptar-lo a les oficines administratives de la casa. Una de les darreres reformes foren efectuades a finals dels anys 70 (77 més o menys) i comportaren amagar tota l'estructura original de l'edifici, ja que baixaren els forjats (ara plaques de guix), creació de nou envans. Respectaren la terrassa-galeria i a la planta baixa, on hi havia magatzems, hi van situar la sala de juntes, que manté, encara que reforçada, el sostre d'encavallades de fusta i estructura metàl·lica. Deixant intactes però tapiades les sitges per blat, ordi i oli.situades als soterranis.

L'any 2003 s'efectuà la millora dels baixos de l'edifici per situar-hi el museu anomenat Espai Cultural. S'acondicionaren els baixos de l'edifici incloent l'anterior sala d'actes i els altres magatzems com a espai museístic equipat amb sales d'exposicions i multidisciplinars. S'urbanitzà el recinte exterior amb la construcció d'un pàrquing, pavimentant dels accessos, i aprofitant la resta de jardins per a exposar diverses màquines relacionades amb la construcció del canal i les tasques agrícoles com a complement didàctic de la visita al museu.

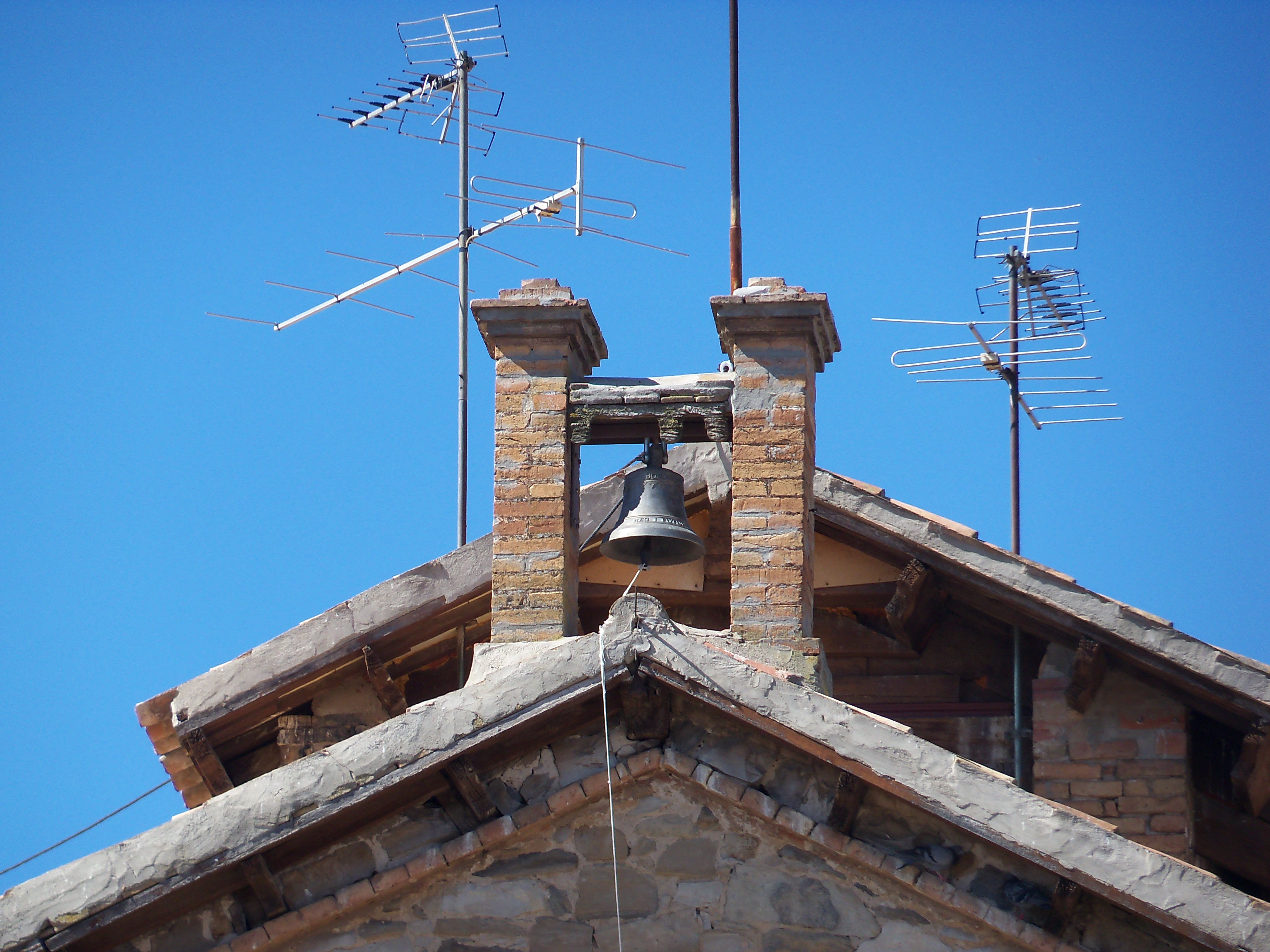
Campana de la Casa Canal

La darrera rehabilitació de l'edifici s'emprengué, entre el 2010 i el 2015, a les plantes superiors del cos central que son la seu de la Comunitat General de Regants i que consistiren en reforçar l'estructura dels forjats, renovar les teulades, i efectuant una distribució dels espais interiors respectuosa amb la construcció original: deixant els murs de pedra vista al descobert, restaurant els pilars i efectuant una moderna i racional distribució de les sales de reunions i despatxos.
El 2012, amb motiu de la celebració del 150 aniversari dels primers regs de l'Urgell es construí al jardí posterior al pàrking una moderna font monumental batejada amb el nom "Arbre de la vida". I es restituí per una de nova la campana que hi havia a la teulada nord-est, emprada en temps antics per assenyalar l'inici i final de la jornada de treball, desapareguda feia molts anys i de la qual només en quedava l'espadanya.

## Promoció Cultural
Espai Cultural dels Canals d'Urgell
La Comunitat General de Regants dels Canals d'Urgell, l'Ajuntament de Mollerussa, el Consell Comarcal del Pla d'Urgell i el Departament d'Agricultura Ramaderia, Pesca, Alimentació i Medi Natural de la Generalitat, van constituir el 2002 el Consorci del Museu de l'Aigua dels Canals d'Urgell. Una entitat que té com a finalitat conservar i difondre tot el patrimoni dels Canals d'Urgell. D'aquest Consorci neix l'Espai Cultural dels Canals d'Urgell inaugurat el 8 de març de 2003. Aquest centre vol reflectir totes i cada una de les transformacions naturals, econòmiques, culturals i socials; ocasionades al conjunt de les terres regades pels Canals, més concretament les comarques de l'Urgell, el Pla d'Urgell, la Noguera, les Garrigues i el Segrià. Actualment conformen una de les àrees regades artificialment més grans de tot Europa.
Té com a objectiu mostrar una realitat plural de les característiques humanes i naturals de les terres de ponent, transformades radicalment per la construcció dels canals d'Urgell. A les diverses sales de l'edifici s'hi explica la història i la repercussió social, econòmica i cultural del canal a les comarques on arriba la seva aigua. Compta amb una maqueta de la zona regada pels canals, una sala d'exposicions i un auditori.
La proposta museística d'aquest centre va ser creada per l'historiador Josep Maria Solé i Sabaté l'any 2003. El recorregut per les seves sales gira entorn a tres eixos temporals: el passat,el present i el futur. Per aquest mateix motiu la visita es divideix en tres parts. A la primera s'hi projecta un audiovisual, on es poden veure totes les terres regades pel canal. Seguidament es realitza un viatge en el temps mitjançant diverses escenografies en les que s'explica el abans, el durant i el després de la construcció del canal d'Urgell. Finalment s'assenyala en un mapa el recorregut del canal, explicant també algunes de les obres més importants que es van dur a terme, com el Túnel de Montclar, el Pont de Ferro d'Agramunt, la Trinxera de la Caserna, etc.
Fundació dels Canals d'Urgell
Es va constituir el mes de maig de 2021 i substitueix el desaparegut Consorci de l'Espai Cultural dels Canals d'Urgell, mantenint però els mateixos objectius; conservar el patrimoni i l’herència històrica del canal; difondre el procés de modernització i divulgar el paper que té la infraestructura en el desenvolupament del territori, i la mateixa directora, la que va ser responsable de l’Espai Cultural dels Canals d’Urgell fins fa cinc anys, la historiadora Maribel Pedrol.